# Технопромэкспорт
«Тѐхнопро̀мэ́кспорт» — российская инжиниринговая компания. Входит в состав госкорпорации «Ростех». Занимается строительством энергетических объектов. Полное наименование — Открытое акционерное общество «Внешнеэкономическое объединение „Технопромэкспорт“»; предыдущее название — Федеральное Государственное унитарное предприятие «Внешнеэкономическое объединение „Технопромэкспорт“». Штаб-квартира — в Москве. С 2016 года компания находится в состоянии банкротства.

## История
«Технопромэкспорт» был основан в 1955 году и специализировался на строительстве энергетических объектов в рамках программ межправительственного сотрудничества со странами социалистической ориентации. Компания была ответственной за выполнение межправительственных соглашений и контрактов в области энергетического строительства и занималась командированием советских специалистов за рубеж.

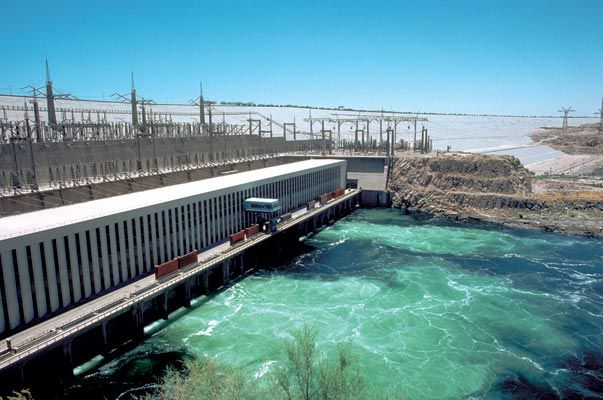
Гидроэлектростанция на Асуанском гидроузле

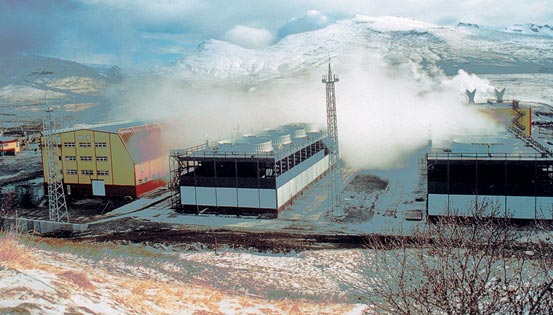
Геотермальная электростанция, построенная «Технопромэкспортом» на полуострове Камчатка

Указом Президиума Верховного Совета СССР «О преобразовании Главного управления по делам экономических связей со странами народной демократии в Государственный комитет Совета Министров СССР по внешним экономическим связям» от 1 июля 1957 г. был образован Государственный комитет СССР по внешним экономическим связям (ГКЭС), в который вошли специализированные по отраслям экономики всесоюзные экспортно-импортные объединения. «Технопромэкспорт» был также включен в состав ГКЭС и с этого времени начал оказывать техническое содействие зарубежным странам в строительстве тепловых и гидроэлектростанций. Впоследствии компания начала осуществлять полный комплекс работ по строительству энергетических объектов: оценку проектных материалов заказчика; общую стоимостную оценку, имеющей целью определить целесообразность включения объекта в межправительственное соглашение; проектные работы; сооружение объекта; поставку строительного и технологического оборудования и материалов.
В конце 1950-х годов «Технопромэкспорт» вышел на рынок Ближнего Востока, и за время присутствия на нём осуществил строительство ряда объектов, среди которых строительство гидроузла на реке Аракс (Иран, 1970 год), грандиозный проект по строительству Асуанского гидроэнергетического комплекса (Асуанские плотины, Египет, 1970 год), Евфратский гидрокомплекс (Сирия, 1978 год).
С начала 1960-х годов «Технопромэкспорт» наряду со строительной деятельностью приступил к экспорту электроэнергии. Странами-импортерами российской энергии были Норвегия, Финляндия, Польша, ГДР, Чехословакия, Венгрия, Румыния, Болгария.

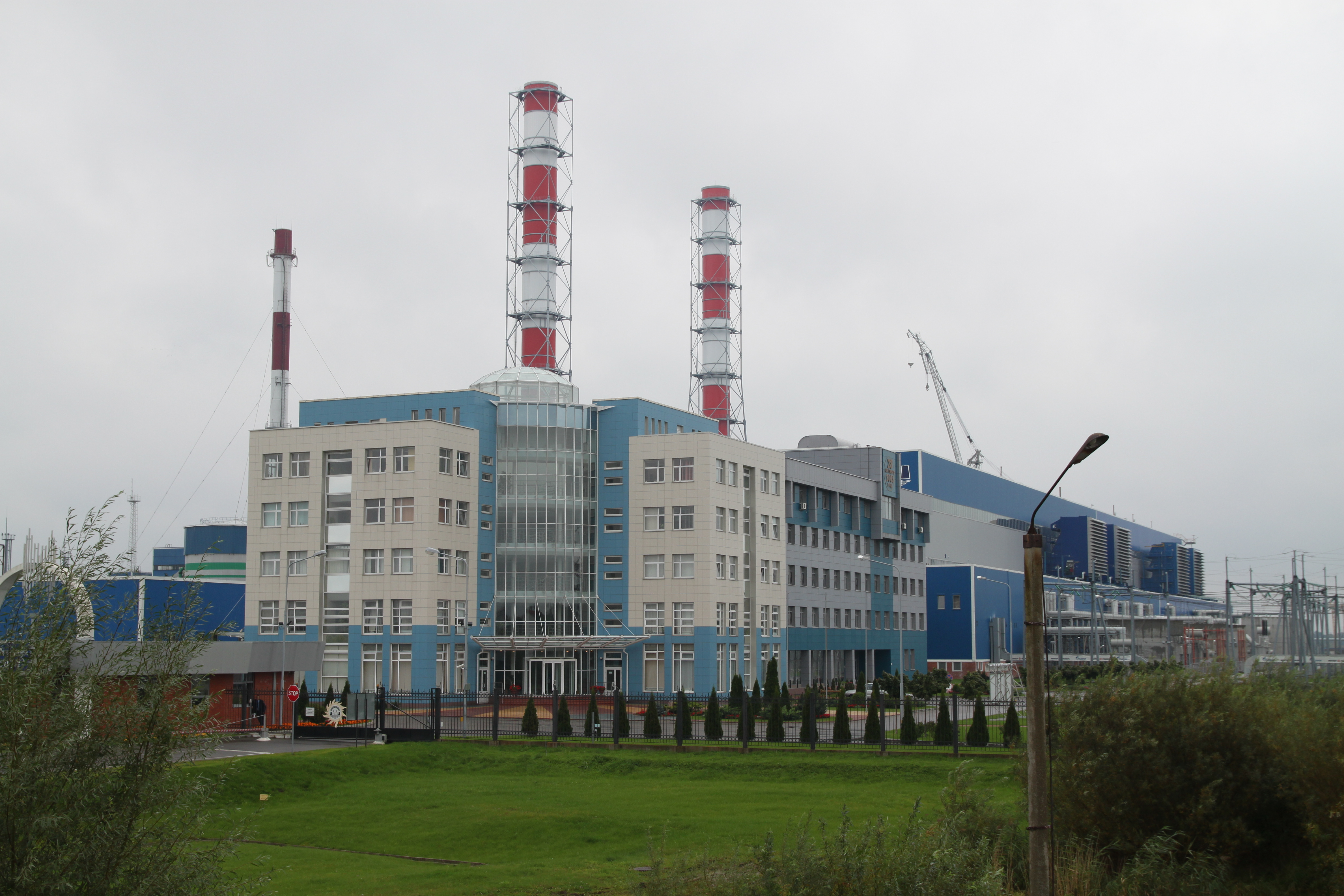
Калининградская ТЭЦ-2. Строительство «под ключ» 2-го энергоблока 450 МВт осуществлено ОАО "ВО «Технопромэкспорт»

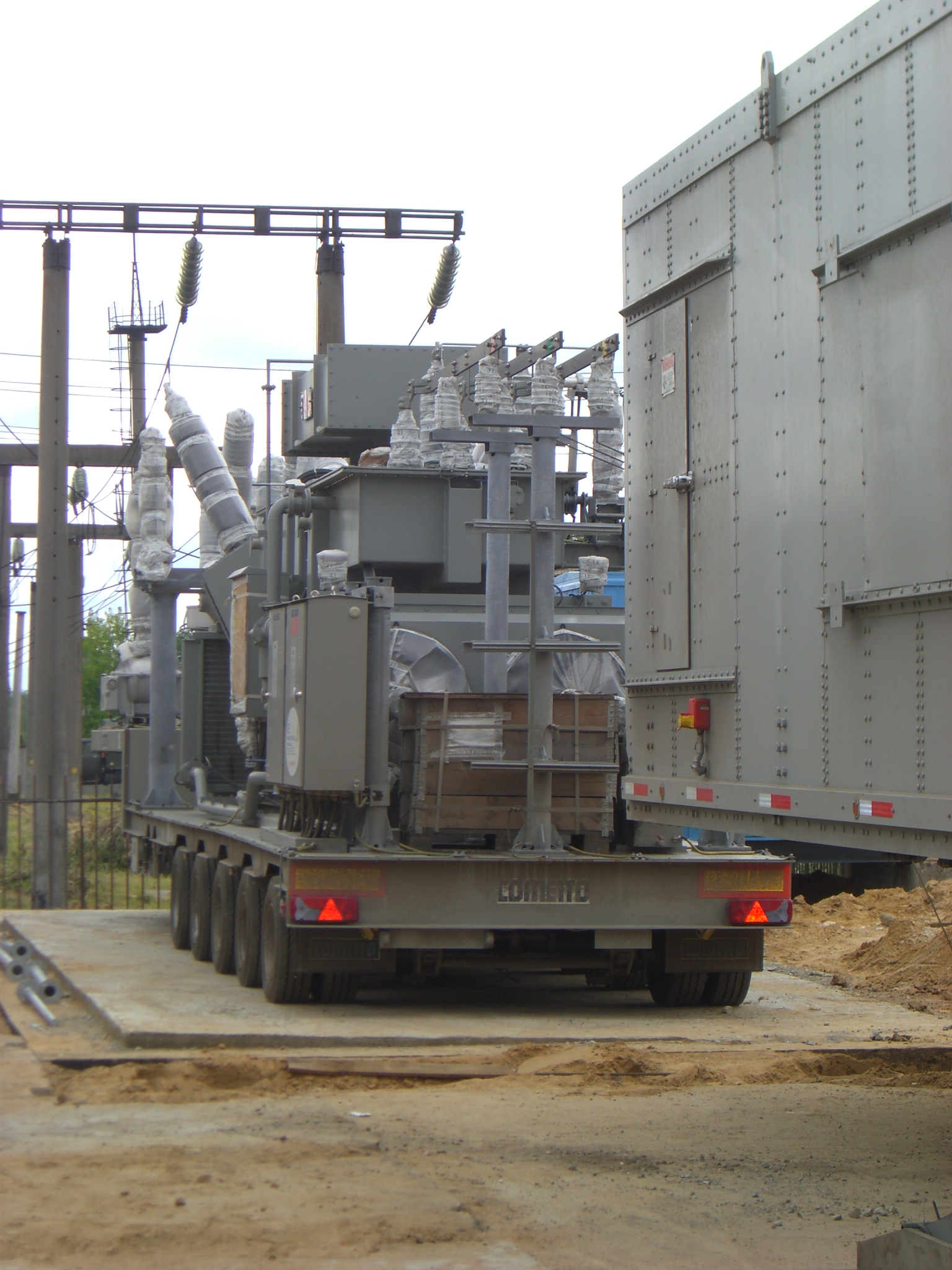
Мобильный пиковый энергоисточник на базе газотурбинных установок «MobilePac», выполненный ОАО «ВО Технопромэкспорт»

В конце 1960-х годов многие иностранные заказчики перешли к подрядному строительству, и в 1969 году «Технопромэкспорт» приступил к строительству энергетических объектов «под ключ». Компания получила заказы на выполнение проектных работ, поставку комплектного энергетического оборудования и строительство крупных тепловых и гидравлических электростанций, ЛЭП и трансформаторных подстанций на условиях «под ключ» в странах Латинской Америки, Иране, Ираке, Ливии и Алжире. Одним из первых объектов для «Технопромэкспорта» стала ГЭС «Докан» в Ираке, строительство который осуществлялось вне межправительственных соглашений.
В начале 1970-х годов «Технопромэкспорт» победил в открытом конкурсе на строительство «под ключ» ТЭС «Наджибия» в Ираке. Одновременно компания начала реализацию проекта строительства ГЭС «Хоабинь» во Вьетнаме, которая заняла важное место в экономическом развитии страны. Машинный зал этой станции расположен в скале.
В конце 1970-х — начале 1980-х годов подрядное строительство стало для компании профилирующим, оно занимало уже более 40 % плана компании, а традиционное строительство по схеме технического содействия за счет межправительственных кредитов «Технопромэкспорт» продолжал осуществлять преимущественно в странах Восточной Европы. В это же время «Технопромэкспорт» начинает работу с зарубежными фирмами на условиях субподряда. Привлечение к реализации проектов зарубежных субподрядчиков позволило компании удовлетворять самые притязательные требования заказчика и получать контракты на строительство крупных энергетических объектов «под ключ». Первыми такими проектами стало строительство двух ГЭС в Марокко. Крупными заказчиками «Технопромэкспорта» в это время стали Иран и Ирак. Компания выполнила проекты строительства ТЭС «Насирия» в Ираке, а также ТЭС «Рамин» и ТЭС «Исфаган» в Иране.
В 1976 году компания впервые выступила организатором международного консорциума для реализации масштабного проекта по строительству ТЭС «Керацини» в Греции.
В 1980-е годы у компании уже были закончены проекты в Восточной Европе, Юго-Восточной Азии, Ближнем Востоке, Латинской Америке, Африке. Например, в Китае «Технопромэкспорт» осуществил строительство 5 электростанций с блоками 300 МВт, 500 МВт и 800 МВт, работающих на сверхкритических параметрах пара. «Технопромэкспорт» выступил в качестве генерального подрядчика при строительстве ТЭС «Жижель» в Алжире. Строительство станции осуществлялось с привлечением местных субподрядчиков и при реализации данного проекта было применено новое инженерное решение — сборка на болтах, что позволило снизить трудозатраты на площадке строительства.
В 1993 году «Технопромэкспорт» вышел на российский энергетический рынок. Первым проектом компании в России стало строительство Северо-Западной ТЭЦ в Санкт-Петербурге. Это первая электростанция в России, выполненная на базе парогазового бинарного цикла, обеспечивающего высокие экономические показатели КПД более 51 %. Впоследствии компания осуществила строительство аналогичных парогазовых энергоблоков на Калининградской ТЭЦ-2, Южной ТЭЦ-22, Ивановских ПГУ и других.
В 2006 году в ходе реализации государственной политики в сфере приватизации федерального имущества федеральное государственное унитарное предприятие (ФГУП) «Технопромэкспорт» было преобразовано в открытое акционерное общество (ОАО).
В 2008 году «Технопромэкспорт» реализует проект строительства ТЭС «Международная» мощностью 121 МВт в центре Москвы (Москва-Сити) на условиях BOO (Build, Own, Operate). Впоследствии с 2008 года компания выполнила ряд проектов как в России, так и за рубежом, среди которых строительство энергоблоков мощностью 450 МВт Калининградской ТЭЦ-2 и Южной ТЭЦ-22, мобильных пиковых энергоисточников, а также проекты в Индии, Алжире и других странах.
Компания активно участвует в реализации российских энергопроектов в рамках инвестиционных программ генерирующих компаний по выполнению договоров поставки мощности (ДПМ).
C 2009 года входит в состав ГК «Ростехнологии». Компания «Технопромэкспорт» обладает статусом наблюдателя в Энергетическом совете стран СНГ.

## Собственники и руководство
На 2024 год 100 % акций компании «Технопромэкспорт» принадлежат государственной корпорации «Ростех». Генеральный директор с 2024 года Александр Николаевич Пронин.
Руководители компании «Технопромэкспорт» с 1955 года:
- Громов А. А. (1955—1956 гг.);
- Иванов В. Д. (1957—1958 гг.);
- Бабарин Е. И. (1958—1960 гг.);
- Голованов В. С. (1960—1968 гг.);
- Маклаков А. С. (1968—1976 гг.);
- Смеляков Ю. В. (1976—1983 гг.);
- Постовалов А. С. (1983—1990 гг.);
- Боков С. М. (1990—1997 гг.);
- Кузнецов В. А. (1998—2003 гг.);
- Моложавый С. В. (2003—2009 гг.);
- Лукин А. А. (2009—2010 гг.);
- Каланов А. Б. (2010—2011 гг.);
- Исаев О. Ю. (2011—2012 гг.);
- Минченко Ю. В. (2012—2013 гг.);
- Топор-Гилка С. А. (2014—2020 гг.);
- Бородин В. Н. (2020–2024 гг.);
- Пронин А. Н. (с 2024)

## Деятельность
Компания занимается строительством энергетических объектов «под ключ», включая гидравлические, тепловые, геотермальные, дизельные электростанции, линии электропередачи и подстанции. Также компания осуществляет модернизацию и реконструкцию уже существующих энергообъектов, комплексное постгарантийное обслуживание энергообъектов, поставку оборудования, строительство промышленных и инфраструктурных объектов и производство тепло- и электроэнергии. «Технопромэкспорт» выполняет работы, входящие в структуру EPC/EPCM-контрактов.
Строительство ТЭС
Начиная с 1956 года «Технопромэкспорт» ввел в эксплуатацию тепловые электростанции в таких странах, как Болгария, Венгрия, Польша, Греция, Вьетнам, Китай, Монголия, Иран, Ирак и др.
Диапазон введенных мощностей от 8 МВт до 5200 МВт. «Технопромэкспорт» осуществляет строительство ТЭС на основе традиционного и комбинированного цикла, используя все виды топлива (каменный уголь и бурый уголь, лигниты, мазут, дизельное топливо), мощностью: от 72 до 1600 МВт, включая всю линейку ПГУ (парогазовых установок) по мощности — 120, 230, 325, 400, 450 МВт.
Строительство ГЭС
«Технопромэкспорт» осуществил строительство ГЭС в ряде стран Европы, Азии, Африки и Латинской Америки. «Технопромэкспорт» осуществляет строительство гидроэлектростанций мощностью от нескольких единиц до 2100 МВт, с дистанционным управлением агрегатами, с подземными машзалами.
Строительство ГеоЭС
В 2002 «Технопромэкспорт» ввел в эксплуатацию Мутновскую ГеоЭС мощностью 50 МВт на Камчатке. «Технопромэкспорт» осуществляет строительство станций с использованием геотермального тепла Земли.
Строительство ЛЭП и подстанций
«Технопромэкспорт» построил линии электропередачи общей протяженностью более 30 тыс. км напряжением до 750 кВ включительно. Среди реализованных проектов — строительство объединенной энергосистемы Египта и Кубы, а также ЛЭП 500 кВ «Новый Суэц — Абу-Заабал» в Египте, ЛЭП 400 кВ «Бурфеллслина — 3А» в Исландии, ЛЭП 220 кВ «Алай-Баткен» в Киргизии и другие.

## Показатели деятельности[11]
| Наименование показателя                                                  | Код  | 31.12.23 | 31.12.22 | 31.12.21 | 31.12.20 | 31.12.19 | 31.12.18 | 31.12.17 | 31.12.16 | 31.12.15 | 31.12.14 | 31.12.13 | 31.12.12 | 31.12.11 |
| ------------------------------------------------------------------------ | ---- | -------- | -------- | -------- | -------- | -------- | -------- | -------- | -------- | -------- | -------- | -------- | -------- | -------- |
| АКТИВ                                                                    |      |          |          |          |          |          |          |          |          |          |          |          |          |          |
| Материальные внеоборотные активы                                         | 1150 | 14 152   | 12 078   |          |          |          |          | 4 293    | 4 642*   | 464      |          | 522      | 353      | 87       |
| Запасы                                                                   | 1210 | 6 701    | 6 976    |          | 1 676    |          |          | 4 891    |          |          | 812      | 403      | 160      |          |
| Денежные средства и денежные эквиваленты                                 | 1250 | 1 059    | 968      |          | 616      |          |          |          |          | 225      |          | 334      |          | 450      |
| Финансовые и другие оборотные активы (включая дебиторскую задолженность) | 1230 | 12 649   | 7 579    |          | 6 179    |          | 6 412*   | 4 435    |          |          | 1 927*   | 1 834    | 1 806    |          |
| БАЛАНС                                                                   | 1600 | 34 561   | 27 601   |          | 16 914   | 16 214   |          |          |          |          |          |          |          |          |
| ПАССИВ                                                                   |      |          |          |          |          |          |          |          |          |          |          |          |          |          |
| Капитал и резервы                                                        | 1300 | 19 843   | 16 251   | 14 244   |          | 5 896    | 3 015    | 2 608    |          | 1 888    |          | 1 195    |          | 726      |
| Долгосрочные заемные средства                                            | 1410 | 6 864    | 9 024    | 4 976    |          | 2 608    | 2 913    |          |          | -        | -        | -        | -        | -        |
| Краткосрочные заемные средства                                           | 1510 | 750      | 1 932    |          | 1 599    | 230      | -        | -        | -        | -        | -        | -        | 0        | -        |
| Кредиторская задолженность                                               | 1520 | 7 104    | 394      |          | 5 036    |          | 8 000    | 9 043*   |          | 5 765*   |          | 1 898    |          |          |
| БАЛАНС                                                                   | 1700 | 34 561   | 27 601   |          | 16 914   | 16 214   |          |          |          |          |          |          |          |          |

## Санкции
В августе 2017 года Евросоюз расширил санкции против России, включив в список Технопромэкспорт как причастную к поставке турбин Siemens в Крым.
15 марта 2019 года «Технопромэкспорт» попал под санкции Канады из-за «агрессивных действий» России в Черном море и Керченском проливе, а также из-за аннексии Крыма.
Также компания находится под международными санкциями США, Великобритании, Украины и Швейцарии.